# Audi 225
La 225 è un'autovettura prodotta dall'Audi dal 1935 al 1938. In sostanza, era l'evoluzione della Front Typ UW, che sostituì. Per motivi di spazio, il modello è stato assemblato negli stabilimenti della Horch.

## Caratteristiche
Il modello montava un motore anteriore a sei cilindri in linea ed a quattro tempi, da 2.257 cm³ di cilindrata (l'alesaggio e la corsa erano, rispettivamente, di 71 mm e 95 mm.. La distribuzione era a in testa con asse a camme laterale. La potenza erogata era di 50 CV a 3.300 giri al minuto. Dal 1937 questa crebbe a 55 CV a 3.800 giri al minuto. Questo motore derivava da quello della Wanderer W245. L'impianto elettrico era a 12 volt.
Il cambio, con leva sul cruscotto, era a quattro rapporti, dei quali il terzo ed il quarto erano sincronizzati, mentre la trazione era anteriore. La carreggiata anteriore e posteriore erano, rispettivamente, di 1.350 mm e 1.400 mm. Le carrozzerie disponibili erano berlina quattro porte, cabriolet due porte e roadster due porte.
La velocità massima raggiunta dal modello era di 105 km/h.